# Stazione di Mirandola
Stazione di Mirandola vasútállomás Olaszországban, Mirandola településen.

## Vasútvonalak
Az állomást az alábbi vasútvonalak érintik:
- Verona–Bologna-vasútvonal
- Rolo-Mirandola-vasútvonal

## Kapcsolódó állomások
A vasútállomáshoz az alábbi állomások vannak a legközelebb:
- Stazione di Poggio Rusco
- Stazione di San Felice sul Panaro